# آمجیونانگ فرست ناتی
آمجیونانگ فرست ناتی (به انگلیسی: Aamjiwnaang First Nation) در کانادا با جمعیت ۷۰۶ نفر است که در انتاریو واقع شده‌است.